# Virus cuồng loạn
Virus cuồng loạn là một bộ phim điện ảnh hài kinh dị Việt Nam, phát hành năm 2022 do Nguyễn Ngọc Nhất Duy làm đạo diễn. Phim có sự tham gia diễn xuất của Ramani Raja, Bích Ngọc, Gia Bảo, với nội dung xoay quanh hành trình trốn thoát của một đoàn làm phim khỏi sự tấn công của những con zombie bị nhiễm độc thực phẩm.
Thời điểm ra rạp, tác phẩm đã bị xếp vào hàng "thảm họa điện ảnh" Việt với doanh thu chỉ khoảng 157 triệu đồng, đứng thứ hai bảng xếp hạng những phim Việt thu về ít tiền nhất trong năm 2022. Cùng với Cù lao xác sống, bộ phim đã vướng phải làn sóng chỉ trích nặng nề từ công chúng cả về mặt chất lượng nội dung lẫn nghệ thuật, cũng như làm dấy lên câu hỏi về chất lượng chung của phim truyện Việt Nam.

## Nội dung
Một đoàn làm phim đã lên một khu nghỉ dưỡng lớn ở vùng núi xa xôi để thực hiện tác phẩm điện ảnh về đề tài zombie. Họ không ngờ rằng sẽ phải chạm trán với zombie thật ngoài đời – là những nạn nhân của thực phẩm độc hại, mất an toàn vệ sinh được bày bán trên thị trường. Sau khi đại dịch zombie lan rộng, chúng đã bắt đầu tấn công vào ê-kíp phim và biến đổi hầu hết các thành viên trong đoàn phim. Những người sống sót còn lại phải cùng nhau tìm cách để thoát khỏi sự truy đuổi của xác sống đồng thời tìm đường tới sân bay để nhận sự trợ giúp từ quân đội chính phủ.

## Diễn viên
Danh sách diễn viên được lấy từ áp phích phim và nguồn từ VnExpress:
| - Ramani Raja - Bích Ngọc - Gia Bảo - Việt Trinh - Thái Trung - Nhất Duy - Xuân Phạm - Vũ Như - Minh Tùng - Chu Anh | - Chí Cường - Ma Quỳnh Châu - Quang Vinh - Bé Su - Bảo Anh - Tóc Xoăn - Quang Đức - Sơn Ca - Hải Tiến |

## Sản xuất
Đạo diễn kiêm biên kịch của bộ phim là Nguyễn Ngọc Nhất Duy – con trai diễn viên Công Hậu. Đây là tác phẩm đầu tay và cũng là sản phẩm tốt nghiệp của anh tại khoa đạo diễn Trường Đại học Sân khấu - Điện ảnh Thành phố Hồ Chí Minh. Đảm nhiệm phần quay phim cho tác phẩm là Lữ Bá Thịnh (Thịnh Lữ), bạn học của Nhất Duy. Trong quá trình làm phim, Công Hậu ngoài vai trò nhà đầu tư và sản xuất cũng tham gia tư vấn, chỉ đạo diễn xuất cho một số cảnh quay của phim. Các đơn vị tham gia sản xuất bộ phim gồm Ánh Sao Production, 3ND Entertainment và HGT Media.
Virus cuồng loạn được thực hiện trong vòng hai năm, với tổng kinh phí hơn 8 tỷ đồng. Hai cha con Nhất Duy đã bán hai mảnh đất để lấy tiền làm phim; cả Thịnh Lữ cũng bán vàng góp tiền vào đoàn phim. Để tìm bối cảnh phù hợp, đoàn phim phải mất một thời gian dài tìm nơi ghi hình tại vùng cao, vùng dân tộc ở Lâm Đồng, Bình Phước, sau đó dựng lên một làng dân tộc làm phim trường có trị giá 600 triệu đồng và thuê hơn 100 diễn viên hóa trang xác sống. Hầu hết diễn viên được giao vai Virus cuồng loạn đều là nghệ sĩ trẻ và những người ít tên tuổi. Diễn viên lồng tiếng Bích Ngọc – mẹ của đạo diễn Nhất Duy, đã nhận đóng một vai trong phim. Quá trình ghi hình phim diễn ra từ những tháng cuối năm 2019, đầu 2020. Dù ảnh hưởng từ việc phong tỏa cách ly trong đại dịch COVID-19 đã khiến đoàn làm phim bị mắc kẹt tại huyện Lâm Hà, Lâm Đồng, bộ phim vẫn được tiếp tục quay và đóng máy đúng theo kế hoạch dự tính. Khâu hậu kỳ được làm suốt 8 tháng tiếp theo, với sự hỗ trợ từ 3 ê-kíp hậu kỳ. Sau khi vượt qua cửa kiểm duyệt từ Cục Điện ảnh Việt Nam, phim đã được ấn định phát hành vào những tháng cuối năm 2022.
Bộ phim, có thời lượng dài 75 phút, đã lựa chọn đề tài zombie làm chủ đề chính cho tác phẩm – một mảng nội dung thường ít được các nhà làm phim Việt Nam khai thác. Những con zombie xuất hiện trong phim đều bị nhiễm độc bởi "thực phẩm độc hại, không rõ nguồn gốc". Theo mô tả của đạo diễn Nhất Huy, Virus cuồng loạn làm theo hơi hướng "kinh dị – hài" nhưng sẽ đưa ra một thông điệp mang tính "nhân văn" tới xã hội và giới trẻ về vấn đề an toàn vệ sinh thực phẩm. Các "kỹ xảo, công nghệ mới" cũng được sử dụng trong bộ phim.

## Phát hành
Trailer của phim đã được công bố vào cuối tháng 10 năm 2022, với thời lượng dài 1:34. Bộ phim ban đầu lên lịch chiếu vào dịp Halloween tại Việt Nam từ ngày 28 tháng 10 năm 2022 nhưng sau đó đã dời thời điểm ra mắt xuống ngày 4 tháng 11 cùng năm. Trước đó, Virus cuồng loạn đã có buổi ra mắt đầu tiên tại Thành phố Hồ Chí Minh vào ngày 1 tháng 11 năm 2022.
Virus cuồng loạn là bộ phim Việt duy nhất ra rạp trong tháng 11, cũng là bộ phim thứ hai của Việt Nam lấy chủ đề về zombie sau phim Cù lao xác sống ra mắt trước đó vào tháng 9 năm 2022. Phim ra rạp cùng thời điểm với một số phim bom tấn ngoại quốc như Black Adam và Đặc vụ xuyên quốc gia 2.

### Doanh thu phòng vé
Trong tuần đầu công chiếu, Virus cuồng loạn chỉ thu về vỏn vẹn 90 triệu đồng, bằng 1/100 kinh phí bỏ ra để sản xuất tác phẩm. Tờ Tiền phong đã nhận định đây là một trong những phim điện ảnh Việt Nam có doanh thu mở màn thấp nhất trong lịch sử, nêu ra thực tế rằng các bộ phim Việt có doanh thu thấp khác trong tuần đầu tiên ít nhất cũng phải thu về trên trăm triệu đồng. Sang đến tuần thứ hai, doanh thu phim giảm tiếp xuống còn 13,44 triệu đồng. Theo số liệu thống kê của Box Office Việt Nam, sau khi rút khỏi rạp doanh thu của bộ phim là hơn 157 triệu đồng, chỉ trên bộ phim Huyền sử vua Đinh một bậc về bảng xếp hạng những phim có doanh thu phòng vé kém nhất năm 2022.

## Tiếp nhận

### Phản ứng công chúng
Ban đầu, bộ phim đã thu hút sự tò mò của giới điện ảnh lẫn người xem vì đề tài khai thác về an toàn thực phẩm. Nhưng sớm sau đó, Virus cuồng loạn vấp phải làn sóng chỉ trích nặng nề từ những khán giả đại chúng bởi chất lượng nội dung. Ngay từ thời điểm ra mắt trailer và những hình ảnh đầu tiên, bộ phim đã hứng chịu vô số ý kiến trái chiều do chúng "quá xấu" và "cắt dựng cẩu thả". Một số "hạt sạn" đã được người xem chỉ ra như lỗi chính tả tiếng Anh, các dòng chữ quảng bá "ngô nghê" đem lại cảm giác "rẻ tiền" cho người xem. Phần đông mọi người đều đã dự đoán trước về diễn biến doanh thu "không mấy khả quan" của phim tại rạp.
Sau khi chính thức công chiếu, khán giả xem phim đã dành nhiều lời phê bình tiêu cực về bộ phim trên các trang mạng xã hội khác nhau. Một số người từng xem phim bình luận phim đem lại một cú "sang chấn tâm lý", hay "dở được đến thế kể cũng là phi thường". Số khác cũng so sánh tác phẩm với phim zombie ra rạp trước đó là Cù lao xác sống, nói rằng "nợ Cù lao xác sống một lời xin lỗi" khi Virus cuồng loạn "nó loạn thật sự [...] Nội dung phim ngờ nghệch, tình tiết thì hời hợt và chắp vá không một chút sáng tạo... Diễn viên thì đơ cứng, không cảm xúc". Có ý kiến còn bình luận việc xem Virus cuồng loạn hay Cù lao xác sống là "ném tiền qua cửa sổ".

### Đánh giá chuyên môn
Bộ phim đã bị nhiều đánh giá xếp vào hàng "thảm họa điện ảnh" năm 2022, trong bối cảnh hàng loạt các bộ phim Việt khác ra rạp vào giai đoạn này đều là những bom xịt phòng vé có chất lượng nội dung thấp. Phần đông bài viết phê bình đều chỉ trích bộ phim về các mặt như diễn xuất của dàn diễn viên, khâu kỹ xảo, âm thanh và kỹ thuật phim... Trong đó, chất lượng kịch bản bộ phim được tập trung mổ xẻ và phê phán nhiều nhất. Bài viết của Thanh Niên đã coi Virus cuồng loạn là một ví dụ "điển hình" cho lối làm phim "cẩu thả, thiếu chất xám, thiếu tôn trọng người xem [...] nhưng lại mạnh dạn đem chiếu rạp để "ăn tiền" khán giả".
Tác giả Hạ Nguyệt, viết cho Thể thao & Văn hóa, đã chấm Virus cuồng loạn 0.5/5 điểm, nhận xét phim có "kỹ thuật của thập niên 80" với màu phim, âm thanh và cắt ghép phim chất lượng đều ở mức tệ, đem lại cho khán giả "một tổ hợp rời rạc vá chứ không phải tác phẩm hoàn chỉnh". Cô cũng chỉ trích cách hóa trang các nhân vật zombie và nội dung của phim, kết luận rằng tác phẩm là một "ví dụ điển hình cho lối làm phim cẩu thả, thiếu chất xám của điện ảnh Việt". Cây bút Minh Khuê của báo Người lao động cũng có chung một quan điểm, ngoài ra nhận xét lối diễn xuất "đơ cứng" của các diễn viên cùng kỹ xảo kém đã khiến bộ phim không thu hút được khán giả ra rạp. Trong một nhận xét tiêu cực hơn, trang Thương hiệu và Pháp luật đã so sánh phim với phim có "chất lượng trung bình thấp" Cù lao xác sống và kết luận rằng Virus cuồng loạn "còn không được xem là một bộ phim hoàn chỉnh để mang đi chiếu rạp". Báo Phụ nữ thì nhìn nhận với thái độ tích cực hơn, ghi nhận tinh thần và nhiệt huyết của tác giả và đoàn phim cùng một số điểm cộng về mặt hình ảnh và cách dẫn nhập, nhưng xét chung lại vẫn không thể che lấp đi phần nhiều khuyết điểm trong tác phẩm, "chưa thể chinh phục người xem".